# NGC 866
NGC 866 je galaksija u zviježđu Kit.

## Vanjske poveznice
- SEDS: NGC 866